# Ampelisca misakiensis
Ampelisca misakiensis is een vlokreeftensoort uit de familie van de Ampeliscidae. De wetenschappelijke naam van de soort is voor het eerst geldig gepubliceerd in 1944 door Dahl.